# Coll de les Manxes
El Coll de les Manxes és una collada dels contraforts nord-orientals del Massís del Canigó, a 941,2 metres d'altitud, en el límit dels termes comunals de Saorra i de Vernet, tots dos a la comarca del Conflent, de la Catalunya del Nord. Està situada a la zona nord-occidental del terme de Vernet, i a la nord-est del de Saorra. És al nord-oest del Puig de la Falguerosa i al sud-est dels Pixadors, a la partida que pren el nom d'aquest coll.